# Indice Coleman-Liau
 (décembre 2022).
Pour les articles homonymes, voir Coleman.
L' indice Coleman-Liau est un test de lisibilité conçu par Meri Coleman et T. L. Liau pour évaluer la compréhensibilité d'un texte. Comme l'indice Flesch-Kincaid, l'indice de brouillard Gunning, l'indice SMOG et l'indice de lisibilité automatisé, son résultat correspond approximativement au niveau scolaire américain jugé nécessaire pour comprendre le texte.
Comme l'ARI[sigle à expliciter] mais contrairement à la plupart des autres indices, le Coleman-Liau se base sur les caractères plutôt que sur les syllabes par mot. Bien que l'opinion varie quant à sa précision par rapport aux indices syllabes/mots et mots complexes, les caractères sont plus facilement et plus précisément comptés par les programmes informatiques que les syllabes.
L'indice Coleman-Liau a été conçu pour être facilement calculé mécaniquement à partir d'échantillons de texte sur papier. Contrairement aux indices de lisibilité basés sur les syllabes, il ne nécessite pas d'analyser le contenu en caractères des mots, seulement leur longueur en caractères. Par conséquent, il pourrait être utilisé en conjonction avec des scanners mécaniques théoriquement simples qui n'auraient besoin que de reconnaître les limites de caractères, de mots et de phrases, éliminant ainsi le besoin d'une reconnaissance optique complète des caractères ou d'une frappe manuelle.

## Formule
L'indice Coleman-Liau est calculé avec la formule suivante :
{\displaystyle CLI=0.0588{L}-0.296{S}-15.8\,\!}
L est le nombre moyen de lettres pour 100 mots et S est le nombre moyen de phrases pour 100 mots.

À titre d'exemple, nous utiliserons le résumé de l'article original de Coleman et Liau de 1975 présentant l'index :
Existing computer programs that measure readability are based largely upon subroutines which estimate number of syllables, usually by counting vowels. The shortcoming in estimating syllables is that it necessitates keypunching the prose into the computer. There is no need to estimate syllables since word length in letters is a better predictor of readability than word length in syllables. Therefore, a new readability formula was computed that has for its predictors letters per 100 words and sentences per 100 words. Both predictors can be counted by an optical scanning device, and thus the formula makes it economically feasible for an organization such as the U.S. Office of Education to calibrate the readability of all textbooks for the public school system.
Le résumé contient 5 phrases, 119 mots et 639 lettres ou chiffres ; L vaut 537 et S vaut 4,20 obtenu par les formules :
L = Lettres ÷ Mots × 100 = 639 ÷ 119 × 100 ≈ 537
S = Phrases ÷ Mots × 100 = 5 ÷ 119 × 100 ≈ 4,20
{\displaystyle CLI=0.0588\times 537-0.296\times 4.20-15.8=14.5\,\!}
Par conséquent, le résumé est au niveau scolaire de 14,5, ou à peu près approprié pour un premier cycle de deuxième année dans l'enseignement supérieur.